# Caldesia oligococca
Caldesia oligococca là một loài thực vật có hoa trong họ Alismataceae. Loài này được (F.Muell.) Buchanan mô tả khoa học đầu tiên năm 1882.